# Дрес
Дрес (нім. Drees) — громада в Німеччині, розташована в землі Рейнланд-Пфальц. Входить до складу району Вульканайфель. Складова частина об'єднання громад Кельберг.
Площа — 4,11 км2. Населення становить 162 ос. (станом на 31 грудня 2020).